# Urszula Kowalska
Urszula Kowalska (ur. 5 października 1955) – polska aktorka teatralna i filmowa.
W 1979 została absolwentką Studium Wokalno-Aktorskiego przy Teatrze Muzycznym w Gdyni. Związana głównie z teatrami gdyńskimi. W teatrze debiutowała w 1979 roku, w filmie 1986.

## Filmografia
- 2018 Ślub –  matka
- 2008 Dla ciebie i ognia – Halina, matka Ani
- 2005 Lato Alicji – ciocia
- 2005, 2004, 2002 Lokatorzy – Urszula, przełożona Poli; Karolkiewiczowa; żona radnego Bednarka
- 2003 Sąsiedzi – pracownica zakładu produkcji czekoladek
- 1994 Radio Romans – Bożena, sekretarka Krefta
- 1988 Penelopy – epizod
- 1986 Mewy – Zośka